# 8 Heures de Portimão 2021
Les 8 Heures de Portimão 2021, disputées le 13 juin 2020 sur l'Autódromo Internacional do Algarve sont la deuxième manche du Championnat du monde d'endurance FIA 2021. Le 22 janvier 2021, à la suite des nouvelles restrictions de voyages à destination des États-Unis causées par la pandémie de Covid-19, la manche inaugurale des 1 000 Miles de Sebring est annulée et remplacée par les 8 Heures de Portimão au Portugal.
Le 4 mars 2021, l'ACO annonce que les 24 Heures du Mans, initialement prévues les 12 et 13 juin, sont décalées aux 21 et 22 août 2021, en vue d'accueillir du public.
Le 5 mars 2021, l'ACO modifie une nouvelle fois le calendrier, les 8 Heures de Portimão initialement prévues le 4 avril sont déplacées au 13 juin.

## Engagés

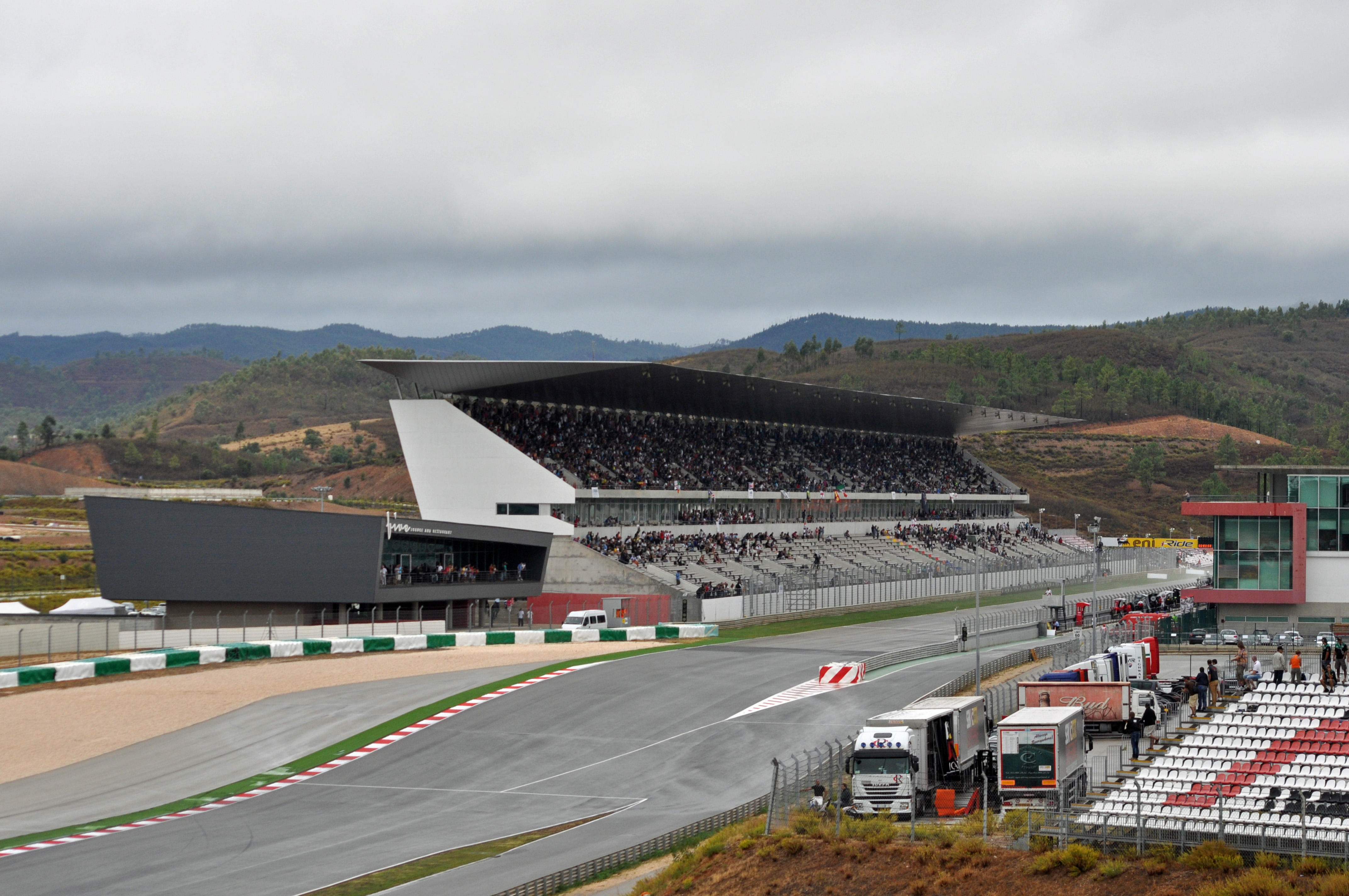
Tribune de l'Autódromo Internacional do Algarve

La liste officielle des engagés était composée de 32 voitures, dont 4 en Hypercar, 11 en LMP2 dont 5 Pro/Am, 4 en LMGTE Pro et 13 en LMGTE Am,,.
Dans la catégorie Hypercar, il est à noter la première apparition de la Glickenhaus SCG 007 LMH engagée par l'écurie américaine Glickenhaus Racing. Par rapport aux 6 Heures de Spa-Francorchamps, la BOP de la catégorie a été réajustée. La Toyota GR010 Hybrid a ainsi vue son poids minimum augmenté de 26 kg pour arriver à 1066 kg. L’énergie disponible par relais passe de 964 MJ à 962 MJ. L’Alpine 480 quant à elle prend 22 kg pour arriver à 952 kg avec une énergie max par relais de 918 MJ contre 920 MJ avec quelques ajustements dans le niveau de puissance en fonction du régime moteur. La Glickenhaus SCG 007 LMH a roulé au poids de 1 030 kg pour une énergie par relais de 965 MJ.
Dans la catégorie LMP2, le pilote britannique Wayne Boyd a remplacé le pilote suisse Fabio Scherer dans l'Oreca 07 n°22 de l'écurie américaine United Autosports USA à la suite d'un test positif au Covid 19. Retenu dans le championnat WeatherTech SportsCar Championship pour cause de participation aux Sports Car Classic, le pilote français Loic Duval a été remplacé par le pilote suisse Mathias Becheau volant de l'Oreca 07 n° 70 de l'écurie suisse Realteam Racing. Le pilote britannique Oliver Webb a remplacé le pilote britannique Darren Burke au volant de la Ligier JS P217 n°44 de l'écurie slovaque ARC Bratislava.
Dans la catégorie LMGTE Am, à la suite de l'accident dans le Raidillon lors des 6 Heures de Spa-Francorchamps, la Porsche 911 RSR-19 n°46 de l'écurie allemande team Project 1 avait déclaré forfait à cause des dommages irréparables subis par la voiture.

## Qualifications
| Pos. | Classe    | N°  | Écurie                    | Pilote                 | Temps          | Écart      | Grille |
| 1    | Hypercar  | 36  | Alpine Elf Matmut         | Matthieu Vaxiviere     | 1 min 30 s 364 | --         | 1      |
| 2    | Hypercar  | 8   | Toyota Gazoo Racing       | Brendon Hartley        | 1 min 30 s 458 | + 0 s 094  | 2      |
| 3    | Hypercar  | 7   | Toyota Gazoo Racing       | Mike Conway            | 1 min 30 s 540 | + 0 s 176  | 3      |
| 4    | LMP2      | 28  | JOTA                      | Tom Blomqvist          | 1 min 31 s 210 | + 0 s 846  | 4      |
| 5    | LMP2      | 38  | JOTA                      | António Félix da Costa | 1 min 31 s 255 | + 0 s 891  | 5      |
| 6    | LMP2      | 29  | Racing Team Nederland     | Job van Uitert         | 1 min 31 s 545 | + 1 s 181  | 6      |
| 7    | LMP2      | 22  | United Autosports USA     | Paul Di Resta          | 1 min 31 s 598 | + 1 s 234  | 7      |
| 8    | LMP2      | 31  | Team WRT                  | Robin Frijns           | 1 min 31 s 648 | + 1 s 284  | 8      |
| 9    | LMP2      | 34  | Inter Europol Competition | Alex Brundle           | 1 min 31 s 737 | + 1 s 373  | 9      |
| 10   | LMP2      | 70  | Realteam Racing           | Norman Nato            | 1 min 31 s 854 | + 1 s 490  | 10     |
| 11   | Hypercar  | 709 | Glickenhaus Racing        | Richard Westbrook      | 1 min 32 s 167 | + 1 s 803  | 11     |
| 12   | LMP2      | 21  | DragonSpeed USA           | Ben Hanley             | 1 min 32 s 526 | + 2 s 162  | 12     |
| 13   | LMP2      | 20  | High Class Racing         | Anders Fjordbach       | 1 min 32 s 626 | + 2 s 262  | 13     |
| 14   | LMP2      | 1   | Richard Mille Racing Team | Sophia Flörsch         | 1 min 32 s 748 | + 2 s 384  | 14     |
| 15   | LMP2      | 44  | ARC Bratislava            | Oliver Webb            | 1 min 34 s 224 | + 3 s 860  | 15     |
| 16   | LMGTE Pro | 92  | Porsche GT Team           | Kévin Estre            | 1 min 37 s 986 | + 7 s 622  | 16     |
| 17   | LMGTE Pro | 51  | AF Corse                  | James Calado           | 1 min 38 s 359 | + 7 s 995  | 17     |
| 18   | LMGTE Pro | 91  | Porsche GT Team           | Gianmaria Bruni        | 1 min 38 s 389 | + 8 s 025  | 18     |
| 19   | LMGTE Pro | 52  | AF Corse                  | Daniel Serra           | 1 min 38 s 743 | + 8 s 379  | 19     |
| 20   | LMGTE Am  | 56  | Team Project 1            | Egidio Perfetti        | 1 min 40 s 191 | + 9 s 827  | 20     |
| 21   | LMGTE Am  | 77  | Dempsey-Proton Racing     | Marco Seefried         | 1 min 40 s 236 | + 9 s 872  | 21     |
| 22   | LMGTE Am  | 47  | Cetilar Racing            | Roberto Lacorte        | 1 min 40 s 885 | + 10 s 521 | 22     |
| 23   | LMGTE Am  | 54  | AF Corse                  | Thomas Flohr           | 1 min 41 s 001 | + 10 s 637 | 23     |
| 24   | LMGTE Am  | 85  | Iron Lynx                 | Manuela Gostner        | 1 min 41 s 085 | + 10 s 721 | 24     |
| 25   | LMGTE Am  | 83  | AF Corse                  | François Perrodo       | 1 min 41 s 141 | + 10 s 777 | 25     |
| 26   | LMGTE Am  | 57  | Kessel Racing             | Takeshi Kimura         | 1 min 41 s 276 | + 10 s 912 | 26     |
| 27   | LMGTE Am  | 98  | NorthWest AMR             | Paul Dalla Lana        | 1 min 41 s 366 | + 11 s 002 | 27     |
| 28   | LMGTE Am  | 777 | D'Station Racing          | Satoshi Hoshino        | 1 min 41 s 499 | + 11 s 135 | 28     |
| 29   | LMGTE Am  | 86  | GR Racing                 | Michael Wainwright     | 1 min 41 s 604 | + 11 s 240 | 29     |
| 30   | LMGTE Am  | 33  | TF Sport                  | Ben Keating            | 1 min 41 s 993 | + 11 s 629 | 30     |
| 31   | LMGTE Am  | 60  | Iron Lynx                 | Claudio Schiavoni      | 1 min 42 s 521 | + 12 s 157 | 31     |
| 32   | LMGTE Am  | 88  | Dempsey-Proton Racing     | Dominique Bastien      | 1 min 43 s 374 | + 13 s 010 | 32     |

## Course

### Classement de la course
Voici le classement officiel au terme de la course.
- Les premiers de chaque catégorie du championnat du monde sont signalés par un fond jaune.
- Pour la colonne Pneus, il faut passer le curseur au-dessus du modèle pour connaître le manufacturier de pneumatiques.

| Pos  | Classe    | no  | Écurie                    | Pilotes                                                  | Châssis                        | Pneus | Tours | Temps               |
| Pos  | Classe    | no  | Écurie                    | Pilotes                                                  | Moteur                         | Pneus | Tours | Temps               |
| ---- | --------- | --- | ------------------------- | -------------------------------------------------------- | ------------------------------ | ----- | ----- | ------------------- |
| 1    | Hypercar  | 8   | Toyota Gazoo Racing       | Sébastien Buemi Kazuki Nakajima Brendon Hartley          | Toyota GR010 Hybrid            | M     | 300   | 8 h 00 min 15 s 414 |
| 1    | Hypercar  | 8   | Toyota Gazoo Racing       | Sébastien Buemi Kazuki Nakajima Brendon Hartley          | Toyota 3,5 L V6 Bi-Turbo       | M     | 300   | 8 h 00 min 15 s 414 |
| 2    | Hypercar  | 7   | Toyota Gazoo Racing       | Mike Conway Kamui Kobayashi José María López             | Toyota GR010 Hybrid            | M     | 300   | + 1 s 800           |
| 2    | Hypercar  | 7   | Toyota Gazoo Racing       | Mike Conway Kamui Kobayashi José María López             | Toyota 3,5 L V6 Bi-Turbo       | M     | 300   | + 1 s 800           |
| 3    | Hypercar  | 36  | Alpine Elf Matmut         | André Negrão Nicolas Lapierre Matthieu Vaxiviere         | Alpine A480                    | M     | 300   | + 1 min 08 s 597    |
| 3    | Hypercar  | 36  | Alpine Elf Matmut         | André Negrão Nicolas Lapierre Matthieu Vaxiviere         | Gibson GK458 4,5 L V8 Atmo     | M     | 300   | + 1 min 08 s 597    |
| 4    | LMP2      | 38  | JOTA                      | Roberto González António Félix da Costa Anthony Davidson | Oreca 07                       | G     | 296   | + 4 tours           |
| 4    | LMP2      | 38  | JOTA                      | Roberto González António Félix da Costa Anthony Davidson | Gibson GK428 4,2 L V8 Atmo     | G     | 296   | + 4 tours           |
| 5    | LMP2      | 28  | JOTA                      | Sean Gelael Stoffel Vandoorne Tom Blomqvist              | Oreca 07                       | G     | 296   | + 4 tours           |
| 5    | LMP2      | 28  | JOTA                      | Sean Gelael Stoffel Vandoorne Tom Blomqvist              | Gibson GK428 4,2 L V8 Atmo     | G     | 296   | + 4 tours           |
| 6    | LMP2      | 22  | United Autosports USA     | Phil Hanson Wayne Boyd Paul di Resta                     | Oreca 07                       | G     | 295   | + 5 tours           |
| 6    | LMP2      | 22  | United Autosports USA     | Phil Hanson Wayne Boyd Paul di Resta                     | Gibson GK428 4,2 L V8 Atmo     | G     | 295   | + 5 tours           |
| 7    | LMP2      | 31  | Team WRT                  | Robin Frijns Ferdinand Habsburg Charles Milesi           | Oreca 07                       | G     | 295   | + 5 tours           |
| 7    | LMP2      | 31  | Team WRT                  | Robin Frijns Ferdinand Habsburg Charles Milesi           | Gibson GK428 4,2 L V8 Atmo     | G     | 295   | + 5 tours           |
| 8    | LMP2      | 34  | Inter Europol Competition | Jakub Śmiechowski Louis Delétraz Alex Brundle            | Oreca 07                       | G     | 293   | + 7 tours           |
| 8    | LMP2      | 34  | Inter Europol Competition | Jakub Śmiechowski Louis Delétraz Alex Brundle            | Gibson GK428 4,2 L V8 Atmo     | G     | 293   | + 7 tours           |
| 9    | LMP2      | 1   | Richard Mille Racing Team | Tatiana Calderón Sophia Flörsch Beitske Visser           | Oreca 07                       | G     | 290   | + 10 tours          |
| 9    | LMP2      | 1   | Richard Mille Racing Team | Tatiana Calderón Sophia Flörsch Beitske Visser           | Gibson GK428 4,2 L V8 Atmo     | G     | 290   | + 10 tours          |
| 10   | LMP2      | 70  | Realteam Racing           | Esteban Garcia Mathias Beche Norman Nato                 | Oreca 07                       | G     | 290   | + 10 tours          |
| 10   | LMP2      | 70  | Realteam Racing           | Esteban Garcia Mathias Beche Norman Nato                 | Gibson GK428 4,2 L V8 Atmo     | G     | 290   | + 10 tours          |
| 11   | LMP2      | 21  | DragonSpeed USA           | Henrik Hedman Juan Pablo Montoya Ben Hanley              | Oreca 07                       | G     | 288   | + 12 tours          |
| 11   | LMP2      | 21  | DragonSpeed USA           | Henrik Hedman Juan Pablo Montoya Ben Hanley              | Gibson GK428 4,2 L V8 Atmo     | G     | 288   | + 12 tours          |
| 12   | LMP2      | 20  | High Class Racing         | Jan Magnussen Anders Fjordbach Dennis Andersen           | Oreca 07                       | G     | 285   | + 15 tours          |
| 12   | LMP2      | 20  | High Class Racing         | Jan Magnussen Anders Fjordbach Dennis Andersen           | Gibson GK428 4,2 L V8 Atmo     | G     | 285   | + 15 tours          |
| 13   | LMP2      | 29  | Racing Team Nederland     | Frits van Eerd Giedo Van der Garde Job van Uitert        | Oreca 07                       | G     | 280   | + 20 tours          |
| 13   | LMP2      | 29  | Racing Team Nederland     | Frits van Eerd Giedo Van der Garde Job van Uitert        | Gibson GK428 4,2 L V8 Atmo     | G     | 280   | + 20 tours          |
| 14   | LMGTE Pro | 51  | AF Corse                  | Alessandro Pier Guidi James Calado                       | Ferrari 488 GTE Evo            | M     | 279   | + 21 tours          |
| 14   | LMGTE Pro | 51  | AF Corse                  | Alessandro Pier Guidi James Calado                       | Ferrari F154CB 3,9 L V8 Turbo  | M     | 279   | + 21 tours          |
| 15   | LMGTE Pro | 52  | AF Corse                  | Daniel Serra Miguel Molina                               | Ferrari 488 GTE Evo            | M     | 279   | + 21 tours          |
| 15   | LMGTE Pro | 52  | AF Corse                  | Daniel Serra Miguel Molina                               | Ferrari F154CB 3,9 L V8 Turbo  | M     | 279   | + 21 tours          |
| 16   | LMGTE Pro | 92  | Porsche GT Team           | Kévin Estre Neel Jani Michael Christensen                | Porsche 911 RSR-19             | M     | 279   | + 21 tours          |
| 16   | LMGTE Pro | 92  | Porsche GT Team           | Kévin Estre Neel Jani Michael Christensen                | Porsche 4,0 L Flat-6 Atmo      | M     | 279   | + 21 tours          |
| 17   | LMGTE Pro | 91  | Porsche GT Team           | Gianmaria Bruni Richard Lietz Frédéric Makowiecki        | Porsche 911 RSR-19             | M     | 278   | + 22 tours          |
| 17   | LMGTE Pro | 91  | Porsche GT Team           | Gianmaria Bruni Richard Lietz Frédéric Makowiecki        | Porsche 4,0 L Flat-6 Atmo      | M     | 278   | + 22 tours          |
| 18   | LMGTE Am  | 47  | Cetilar Racing            | Roberto Lacorte Giorgio Sernagiotto Antonio Fuoco        | Ferrari 488 GTE Evo            | M     | 274   | + 26 tours          |
| 18   | LMGTE Am  | 47  | Cetilar Racing            | Roberto Lacorte Giorgio Sernagiotto Antonio Fuoco        | Ferrari F154CB 3,9 L V8 Turbo  | M     | 274   | + 26 tours          |
| 19   | LMGTE Am  | 56  | Team Project 1            | Egidio Perfetti Matteo Cairoli Riccardo Pera             | Porsche 911 RSR-19             | M     | 274   | + 26 tours          |
| 19   | LMGTE Am  | 56  | Team Project 1            | Egidio Perfetti Matteo Cairoli Riccardo Pera             | Porsche 4,0 L Flat-6 Atmo      | M     | 274   | + 26 tours          |
| 20   | LMGTE Am  | 54  | AF Corse                  | Thomas Flohr Francesco Castellacci Giancarlo Fisichella  | Ferrari 488 GTE Evo            | M     | 274   | + 26 tours          |
| 20   | LMGTE Am  | 54  | AF Corse                  | Thomas Flohr Francesco Castellacci Giancarlo Fisichella  | Ferrari F154CB 3,9 L V8 Turbo  | M     | 274   | + 26 tours          |
| 21   | LMGTE Am  | 98  | NorthWest AMR             | Paul Dalla Lana Augusto Farfus Marcos Gomes              | Aston Martin Vantage AMR       | M     | 274   | + 26 tours          |
| 21   | LMGTE Am  | 98  | NorthWest AMR             | Paul Dalla Lana Augusto Farfus Marcos Gomes              | Aston Martin 4,0 L V8 Bi-Turbo | M     | 274   | + 26 tours          |
| 22   | LMGTE Am  | 57  | Kessel Racing             | Takeshi Kimura Mikkel Jensen Scott Andrews (de)          | Ferrari 488 GTE Evo            | M     | 274   | + 26 tours          |
| 22   | LMGTE Am  | 57  | Kessel Racing             | Takeshi Kimura Mikkel Jensen Scott Andrews (de)          | Ferrari F154CB 3,9 L V8 Turbo  | M     | 274   | + 26 tours          |
| 23   | LMGTE Am  | 60  | Iron Lynx                 | Claudio Schiavoni Andrea Piccini Matteo Cressoni         | Ferrari 488 GTE Evo            | M     | 273   | + 27 tours          |
| 23   | LMGTE Am  | 60  | Iron Lynx                 | Claudio Schiavoni Andrea Piccini Matteo Cressoni         | Ferrari F154CB 3,9 L V8 Turbo  | M     | 273   | + 27 tours          |
| 24   | LMGTE Am  | 85  | Iron Lynx                 | Rahel Frey Michelle Gatting Manuela Gostner              | Ferrari 488 GTE Evo            | M     | 273   | + 27 tours          |
| 24   | LMGTE Am  | 85  | Iron Lynx                 | Rahel Frey Michelle Gatting Manuela Gostner              | Ferrari F154CB 3,9 L V8 Turbo  | M     | 273   | + 27 tours          |
| 25   | LMGTE Am  | 33  | TF Sport                  | Ben Keating Dylan Pereira Felipe Fraga                   | Aston Martin Vantage AMR       | M     | 272   | + 28 tours          |
| 25   | LMGTE Am  | 33  | TF Sport                  | Ben Keating Dylan Pereira Felipe Fraga                   | Aston Martin 4,0 L V8 Bi-Turbo | M     | 272   | + 28 tours          |
| 26   | LMGTE Am  | 86  | GR Racing                 | Michael Wainwright Ben Barker Tom Gamble                 | Porsche 911 RSR-19             | M     | 271   | + 29 tours          |
| 26   | LMGTE Am  | 86  | GR Racing                 | Michael Wainwright Ben Barker Tom Gamble                 | Porsche 4,0 L Flat-6 Atmo      | M     | 271   | + 29 tours          |
| 27   | LMGTE Am  | 88  | Dempsey-Proton Racing     | Dominique Bastien Marco Seefried Julien Andlauer         | Porsche 911 RSR-19             | M     | 269   | + 31 tours          |
| 27   | LMGTE Am  | 88  | Dempsey-Proton Racing     | Dominique Bastien Marco Seefried Julien Andlauer         | Porsche 4,0 L Flat-6 Atmo      | M     | 269   | + 31 tours          |
| 28   | LMGTE Am  | 83  | AF Corse                  | François Perrodo Nicklas Nielsen Alessio Rovera          | Ferrari 488 GTE Evo            | M     | 267   | + 33 tours          |
| 28   | LMGTE Am  | 83  | AF Corse                  | François Perrodo Nicklas Nielsen Alessio Rovera          | Ferrari F154CB 3,9 L V8 Turbo  | M     | 267   | + 33 tours          |
| 29   | LMP2      | 44  | ARC Bratislava            | Miroslav Konôpka Oliver Webb Thomas Jackson              | Ligier JS P217                 | G     | 261   | + 39 tours          |
| 29   | LMP2      | 44  | ARC Bratislava            | Miroslav Konôpka Oliver Webb Thomas Jackson              | Gibson GK428 4,2 L V8 Atmo     | G     | 261   | + 39 tours          |
| 30   | Hypercar  | 708 | Glickenhaus Racing        | Ryan Briscoe Romain Dumas Richard Westbrook              | SCG 007                        | M     | 246   | + 54 tours          |
| 30   | Hypercar  | 708 | Glickenhaus Racing        | Ryan Briscoe Romain Dumas Richard Westbrook              | Pipo Moteurs 3,5 L V8 Bi-Turbo | M     | 246   | + 54 tours          |
| Abd. | LMGTE Am  | 77  | Dempsey-Proton Racing     | Christian Ried Jaxon Evans Matt Campbell                 | Porsche 911 RSR-19             | M     | 88    | Problème mécanique  |
| Abd. | LMGTE Am  | 77  | Dempsey-Proton Racing     | Christian Ried Jaxon Evans Matt Campbell                 | Porsche 4,0 L Flat-6 Atmo      | M     | 88    | Problème mécanique  |
| Abd. | LMGTE Am  | 777 | D'Station Racing          | Satoshi Hoshino Tomonobu Fujii Andrew Watson (en)        | Aston Martin Vantage AMR       | M     | 69    |                     |
| Abd. | LMGTE Am  | 777 | D'Station Racing          | Satoshi Hoshino Tomonobu Fujii Andrew Watson (en)        | Aston Martin 4,0 L V8 Bi-Turbo | M     | 69    |                     |

## Pole position et record du tour
- Pole position :  Matthieu Vaxiviere (#36 Alpine Elf Matmut) en 1 min 30 s 364
- Meilleur tour en course :  Nicolas Lapierre (#36 Alpine Elf Matmut) en 1 min 30 s 919

## Tours en tête
- no 36 Alpine A480 - Alpine Elf Matmut :  98 tours (1-29 / 38-59 / 75-90 / 113-121 / 150-152 / 227-245)[13]
- no 8 Toyota GR010 Hybrid - Toyota Gazoo Racing :  61 tours (30-37 / 60-74 / 110-112 / 122-129 / 147-149 / 185-186 / 224-226 / 260-265 / 284-288 / 293-300)
- no 7 Toyota GR010 Hybrid - Toyota Gazoo Racing :  141 tours (91-109 / 130-146 / 153-184 / 187-223 / 246-259 / 266-283 / 289-292)

## À noter
- Longueur du circuit : 4,653 km
- Distance parcourue par les vainqueurs : 1 395,9 km